# 제16회 서울독립영화제
제16회 서울독립영화제는 1990년 11월 30일에 열린 시상식이다.

## 수상 및 후보

### 네이버상
- 못다쓴 소설을 위한 이야기 - 심윤선 수상

### 코닥상
- 사랑의 인사 - 김욱준 수상
- 무지개 - 김계영 수상

### 기획상
- 경마장 이야기 - 원인호 수상

### 촬영상
- 몸짓 - 정기욱 수상

### 편집상
- 족쇄 - 김종현 수상

### 조명상
- 못다쓴 소설을 위한 이야기 - 김영철 수상